# Ain't My Bitch
«Ain't My Bitch» es la primera canción del sexto disco de Metallica, titulado Load. La canción ganó bastante fama al editarse como sencillo a causa de su título (traducción: "No es mi puta"). James Hetfield, vocalista y autor de las letras, explicó que 'Bitch' no se refiere a ninguna mujer en particular, sino que es una metáfora de un problema. 
La demo de la canción fue titulada simplemente "Bitch" y fue grabada en diciembre de 1995. Es de las canciones del álbum que más conservan un estilo heavy metal.

## Créditos
- James Hetfield: Voz y guitarra rítmica.
- Kirk Hammett: Guitarra líder.
- Jason Newsted: Bajo eléctrico.
- Lars Ulrich: Batería y percusión.